# Chantiers jeunesse
Ne pas confondre avec les Chantiers de la jeunesse française.
Chantiers jeunesse (CJ) est un organisme à but non lucratif (OBNL) québécois qui réalise des projets de volontariat au Canada et à l'étranger. Chaque année une centaine de jeunes âgés de plus de 18 ans partent réaliser un chantier d'une durée moyenne de 2 semaines.
Chantiers jeunesse fait partie de l'Alliance of European Voluntary Service Organisation qui met en relation plus de 50 membres venus de 35 pays d'Europe, d'Asie et d'Amérique.

## À propos
Chantiers jeunesse est un organisme sans but lucratif créé en 1980. Il vise à favoriser le développement de jeunes citoyens actifs et engagés, à appuyer le développement d'une communauté et du plein potentiel des personnes en offrant des lieux d'apprentissage et de formation en collaboration avec des partenaires d'ici et d'ailleurs, et ce, dans un esprit de solidarité et de respect des différences.

### Historique
Le concept de chantiers bénévoles existe depuis près de 100 ans mais Chantiers jeunesse a été fondé au Québec en 1980 sous le nom « Mouvement Québécois des Chantiers ». L'objectif était de favoriser le développement de projets coopératifs aussi bien au niveau local qu'à l'étranger, pour les gens âgés de 18 à 30 ans. Le concept fut directement importé de la France des années 1920 après la Première Guerre mondiale, alors que plusieurs villes et villages européens nécessitaient une main d'œuvre volontaire pour la reconstruction. Leur mission était de favoriser le développement de jeunes citoyens engagés et appuyer le développement des communautés.

#### Changement de nom
En mai 1994, le « Mouvement Québécois des Chantiers » décide de changer de nom pour s'appeler « Mouvement Québécois des Chantiers jeunesse » puis devient officiellement « Chantiers jeunesse » en novembre 1997. Malgré ces changements de nom, l'organisme continue de poursuivre le même objectif depuis plus de 35 ans.
Depuis 1986, le siège social est situé au 4545, avenue Pierre-De Coubertin, Montréal, Québec, HIV OB2

### Vision
Selon les statuts de l’organisme,
« Chantiers jeunesse participe à la construction d'une société ouverte sur un monde solidaire. Friande de diversité et avide de pluralisme, Chantier jeunesse est soucieux du développement du plein potentiel de chacun ainsi que des communautés.
Ce projet s'inscrit dans un mouvement international privilégiant le volontariat et visant le développement d'une collectivité locale en regroupant des jeunes internationaux autour d'une mission alliant plaisir et travail. »

### Objectifs
- Créer un environnement favorisant la prise en charge chez les jeunes adultes
- Offrir aux jeunes l'occasion d'assumer un rôle actif dans l'amélioration d'un milieu de vie collectif
- Offrir aux jeunes de nouvelles situations d'apprentissage
- Susciter un intérêt pour l'engagement et les relations communautaires
- Favoriser la collaboration entre Chantiers jeunesse et les organismes désireux de développer des chantiers au Québec et à l'étranger
- Appuyer l'effort des organismes soucieux d'améliorer la qualité de vie communautaire, afin de les aider à mettre sur pied des projets de chantier
- valoriser l, expérience acquise par les participants et les organismes associés lors de la réalisation de projets de chantier

### Valeurs
- Engagement
- Développement personnel et social
- Gestion et démocratie participative
- Convivialité
- Accessibilité et équité
- Esprit d'ouverture et de respect
- Dialogue interculturel
- Paix et non-violence
- Justice sociale
- Bénévolat comme acte de loisir

## Projet de volontariat

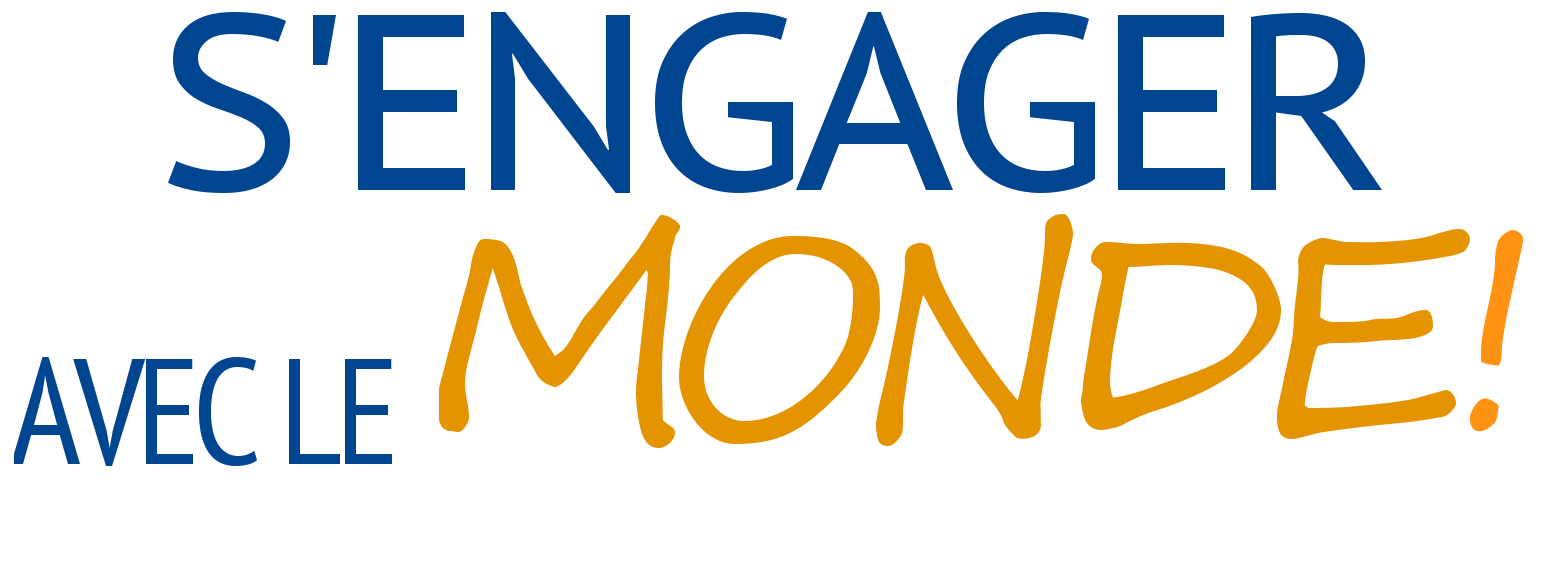
Slogan de Chantiers jeunesse

### Qu'est-ce qu'un Chantier?
Il s'agit de projets de volontariat d'une durée moyenne de 2 semaines. Le volontaire va pouvoir découvrir une région du Québec ou du monde et participer à son développement. L'objectif étant l'échange culturel entre les participants. Un chantier est composé d'une dizaine de volontaires venant nécessairement de pays différents. En vivant en communauté, les bénévoles ont la possibilité d'apprendre différentes cultures et modes de vie. Pendant les temps libres, le groupe participe à des activités de découverte du terrain et de sa région.
Un chantier favorise une rencontre internationale : le mélange des cultures, des langues et des accents. C'est pourquoi la langue commune est habituellement l'anglais. Il faut donc posséder une connaissance de base en anglais afin de vivre pleinement l'échange interculturel.
Le chantier est structuré autour d'un travail collaboratif. Le groupe de bénévoles travaille environ 30 heures par semaine, généralement afin d'améliorer le cadre de vie d'une communauté. Les types de projets sont très variés et peuvent toucher des domaines comme l'environnement, la rénovation, le social ou encore le culturel. Le deuxième aspect important d'un chantier est la vie de groupe : Les bénévoles sont en permanence encadrés par un ou deux animateurs (ou « camp leader ») durant toute la durée de leur mission.
Sur le chantier, le volontaire est logé et nourri. L'hébergement varie selon les projets : centre communautaire, dortoir, tente... Un budget nourriture est également prévu pour le groupe. Les volontaires ont l'occasion de cuisiner et de partager leurs spécialités culinaires sur le campement.

### Chantiers à l'étranger
Des projets de volontariats sont disponibles dans plus de 35 pays en Europe, Asie et Amérique. Le formulaire d'inscription et la correspondance entre les partenaires se font sur le site de l'Alliance of European Voluntary Service Organisation.
Chantiers jeunesse a pour rôle d'accompagner et de conseiller dans les démarches à suivre, mais c'est au participant d'organiser son voyage jusqu'au camp. La demande de visa ou de permis de travail selon les destinations, la réservation des vols et la souscription à une assurance de voyage obligatoire sont pris en charge par le participant. Dans chacune de ces démarches, Chantiers jeunesse guide le jeune à travers une formation, notamment pour la recherche de financement (financement participatif, demande de bourses etc.)

### Projets à long terme
Chantiers jeunesse organise également la participation à des stages individuels de moyen et long terme (entre un mois et un an). Ces projets sont organisés par les 50 partenaires de l'Alliance. Le type de travail varie d'un projet à l'autre. Il peut s'agir, par exemple, d'être stagiaire dans l'un des bureaux des partenaires ou d'effectuer un travail de soutien scolaire dans un établissement social.
Ce genre de mission, nécessite le fait d'être flexible, d'avoir une bonne faculté d'adaptation, un esprit aventurier et la capacité d'improviser. Le service volontaire de longue durée permet d'acquérir de nouvelles connaissances, aussi bien au niveau professionnel que personnel, c'est une expérience enrichissante qui donne aux participants de nombreux avantages lors de leur retour chez eux.

### Chantiers pour les 15-17 ans
Chaque année, des jeunes Québécois de 15 à 17 ans, provenant des écoles secondaires ou de maisons des jeunes, ont l'occasion de s'initier à l'engagement communautaire et de vivre une expérience de bénévolat au Québec.
Participer à un « projet d'initiation à l'engagement communautaire », permet de découvrir le milieu communautaire de sa localité et contribuer concrètement à un projet. Les volontaires peuvent par exemple, participer à rénover les bâtiments d'un phare de l'île Verte dans le Bas-Saint-Laurent. Participer à un projet d'initiation à l'engagement communautaire, c'est également prendre part à une vie de groupe intensive, acquérir de nouvelles connaissances et apprendre à devenir un citoyen actif et engagé.
La première partie du projet d'initiation à l'engagement communautaire est la découverte du milieu communautaire et la préparation du chantier auquel le groupe va participer. Les types de projets de travail sont très variés et touchent aussi bien l'environnement que la restauration du patrimoine ou des thématiques sociales. Une fois cette première étape complétée, le volontaires est prêts à vivre l'expérience d'un chantier à l'extérieur de sa localité. En compagnie d'un animateur de Chantiers jeunesse et d'une personne-ressource de son école ou de sa maison de jeunes, il vivra au sein d'un groupe composé de 10 à 13 jeunes et travaillera afin d'améliorer le cadre de vie d'une communauté. Ainsi, durant une à deux semaines, il donnera un coup de main à un organisme local tout en découvrant une nouvelle région du Québec. Lorsque le chantier est terminé, le bénévole est invité à partager cette expérience avec les gens de son milieu et à s'impliquer dans sa communauté !
Leadership en main
Le 16 janvier 2018, Chantiers jeunesse a annoncé le lancement du programme Leadership en main, financé par le gouvernement du Canada, par le biais de Service jeunesse Canada. Le programme  s’adresse aux jeunes de 18 à 30 ans, de tous horizons, qui souhaitent s’engager auprès d’une communauté canadienne, en participant à un projet de volontariat en groupe. Gratuit et sans aucune expérience requise, ce programme d'envergure favorise l'engagement citoyen, la coopération interculturelle et l'esprit entrepreneurial, au service de communautés canadiennes.
Le programme comprend deux volets. Le premier volet consiste en des chantiers de coopération interculturelle, où un groupe de volontaires canadiens et internationaux sont réunis pendant deux à trois semaines, pour répondre à différents besoins d’une communauté canadienne (rénovation, protection du patrimoine, environnement ou culture).
Le second volet, les chantiers d’entrepreneuriat, permet aux jeunes volontaires de réaliser une initiative au bénéfice de leur propre communauté. Ils peuvent créer leur chantier, organiser un événement (festival, tournoi sportif, etc.) ou implanter un service (nettoyage des berges, popote roulante, entraide, etc.). Les volontaires sont soutenus du début à la fin par l’équipe de Chantiers jeunesse, et pourront être appuyés par des mentors. Ils ont également la possibilité d’obtenir du financement pour les aider à réaliser leur projet.

## Destinations

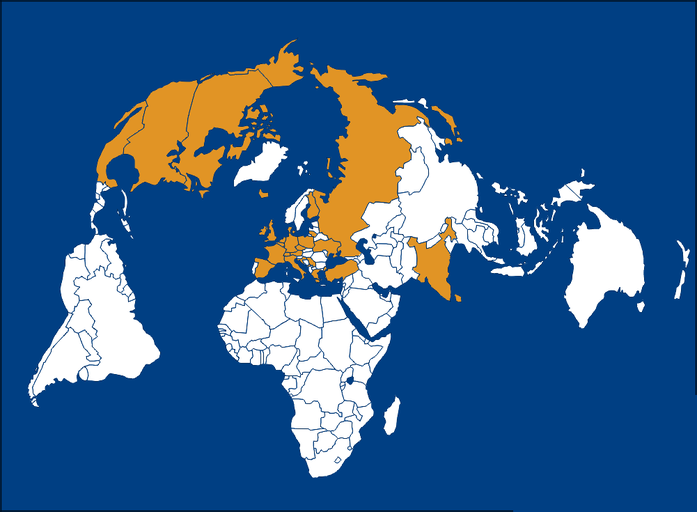
Destination possible pour effectuer un Chantier

### Europe
Plusieurs organismes issus de pays européens sont membres dans l'Alliance. L'Europe est une destination de choix pour tous ceux qui souhaitent réaliser un chantier. 
- Allemagne
- Arménie
- Autriche
- Bulgarie
- Belgique
- Danemark
- Espagne
- Estonie
- Finlande
- France
- Grèce
- Islande
- Italie
- Lituanie
- Monténégro
- Pays-Bas
- Pologne
- République Tchèque
- Royaume-Uni
- Russie
- Serbie
- Slovaquie
- Suisse
- Turquie
- Ukraine

### Amérique

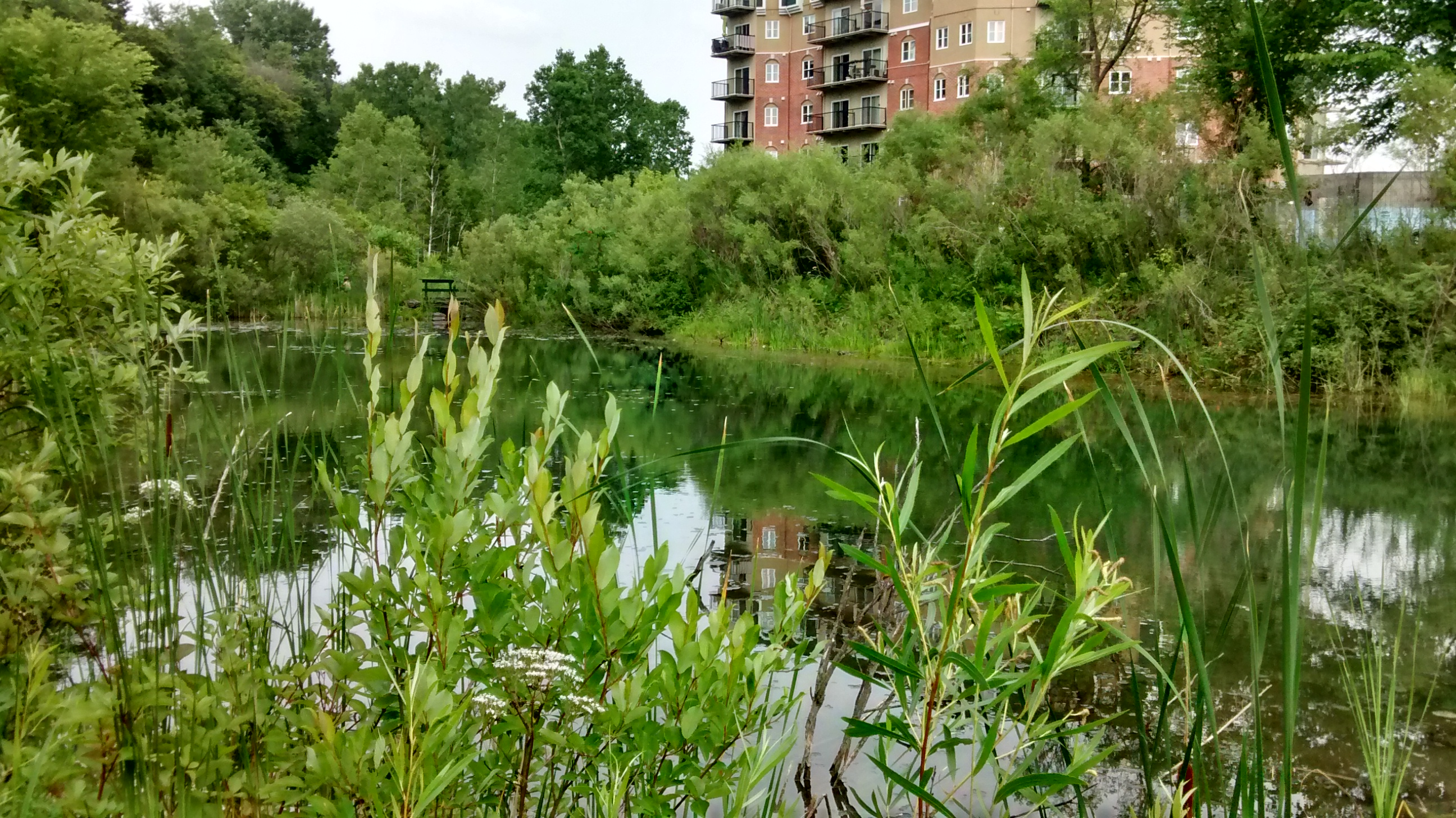
Le lac « Chantiers jeunesse » a été nommé ainsi par la municipalité de Sainte-Thérèse en l'honneur de l’organisme

Chantiers jeunesse a développé des partenariats américains notamment au Mexique depuis 2001 avec les 2 organisations Vive Mexico et Vimex , mais également aux États-Unis avec le partenaire Volunteers for Peace
Chantiers jeunesse est le seul organisme du Canada à être présent sur le site de l'Alliance. Les projets proposé par CJ sont donc situés principalement dans la région du Québec. Depuis plus de 20ans Chantiers jeunesse et la ville de Sainte-Thérèse (situé dans la région administrative des Laurentides) ont conclu un accord pour restaurer le Jardin des Sources qui n'était à l'origine qu'un simple dépotoir.
Lors des deux premiers chantiers, près de 800 pneus avaient été retirés du site. Année après année, 460 jeunes provenant de plus de 30 pays différents, se sont succédé pour rendre le parc plus accessible au public. La municipalité de Sainte-Thérèse à d'ailleurs tenu à rendre hommage à Chantiers jeunesse en nommant le lac à son honneur.
D'autres chantiers sont récurrents comme à Saint-Bruno-de-Kamouraka ou à Rivière-du-loup.

### Asie
Enfin, l'Asie est une région du monde que de nombreux volontaires canadiens veulent découvrir grâce aux chantiers. C'est principalement le cas pour le Japon (avec les partenaires CIEEJ et NICE) ou l'Inde (avec FSL et RUCHI).